# Pierre Maurice

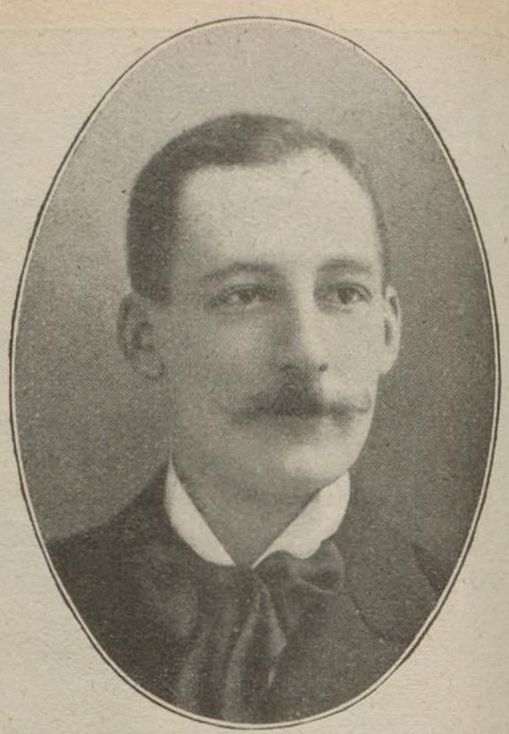
Pierre Maurice, um 1909.

Pierre Maurice (* 13. November 1868 in Allaman; † 25. Dezember 1936 ebenda) war ein Schweizer Komponist.

## Leben
Maurice besuchte das Collège in Genf und hatte dort ersten Musikunterricht bei Hugo de Senger. In Stuttgart studierte er Harmonielehre bei Percy Goetschius, danach absolvierte er in Genf eine Ausbildung als Bankier, studierte jedoch daneben am Genfer Konservatorium bei Émile Jaques-Dalcroze. 1891 ging er nach Paris, wo er am Conservatoire bei Albert Lavignac, André Gedalge, Jules Massenet und Gabriel Fauré studierte. 1899 legte er dort mit dem Oratorium La Fille de Jephté seine Abschlussarbeit vor.
Im Jahr 1900 übersiedelte Maurice nach München, wo ein grosser Teil seiner Werke entstand. Im Ersten Weltkrieg wurde er zum Platzkommandanten von München ernannt. 1917 kehrte er in seinen Geburtsort zurück, wo er den Rest seines Lebens als Komponist verbrachte. Daneben hatte er Funktionen in zahlreichen Musikorganisationen und -kommissionen der Schweiz. Er war verheiratet und hatte drei Kinder.
Neben mehreren Opern, Orchester- und Chorwerken schuf Maurice zahlreiche Lieder und einige wenige kammermusikalische Kompositionen. Er war zeitlebens glühender Wagnerianer. „Sein Personalstil, dem die schweizerische Herkunft nicht anzumerken ist, kann als exzellente Überlebensstrategie angesichts der extremen Strömungen seiner Zeit betrachtet werden.“

## Werke
- Le Calif Cigogne, komische Oper, 1888
- Lenore für Orchester, 1889
- Pêcheur d’Islande für Orchester, 1895
- Daphné für Orchester, Op. 2
- La Fille de Jephté, Oratorium, Op. 5, 1898
- Francesca da Rimini, für Orchester, Op. 6, 1899
- Deux petites pièces en style fugué für zwei Klaviere, Op. 19
- Fugue pour instruments à cordes, Op. 20, 1901
- Le Drapeau Blanc. Oper, Op. 8, 1902
- Misé Brun, Oper, Op. 9, 1907/1908
- Chanson du Vent de Mer für Chor und Orchester, Op. 21, 1911
- Lanval, Oper, Op. 24, 1912
- Gorme Grymme, Ballade, Op. 23, 1912
- Arambel, Mimodrama, Op. 31, 1920
- Les Chansons für Chor a cappella, Op. 33, 1921
- Andromède, Oper Op. 32, 1923
- La Nuit tous les Chats sont gris, komische Oper, Op. 35, 1924
- La Flûte de Jade (sept poésies chinoises), Op. 36, 1925/26
- Das Tanzlegendchen, Mimodrama, Op. 37, 1929
- Perséphone für Orchester, Op. 38, 1930
- Nativité, Oratorium, Op. 43, 1933
- Noël für Chor a cappella, Op. 44, 1933
- La Vengeance du Pharaon (die Rache des Pharao), komische Oper, Op. 45, 1934/1935

## Ruhm und Nachruhm
Seine Werke gerieten nach seinem Tod in Vergessenheit. Sie wurden vom Schweizer Dirigenten und Komponisten Adriano wiederentdeckt; er spielte 2003 sechs Werke mit dem Moscow Symphony Orchestra ein.